# La France (dirigible)

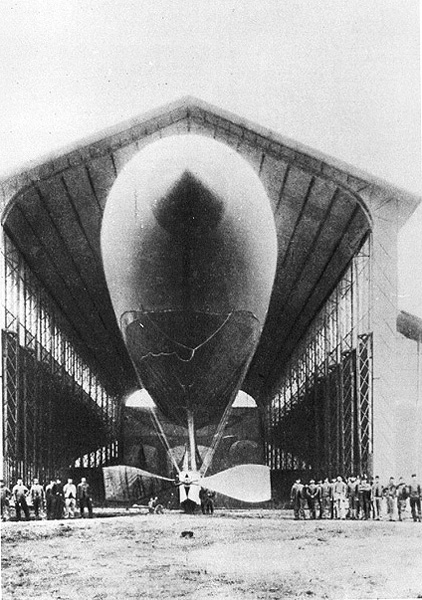
El dirigible La France, el primero totalmente controlable.

La France fue un dirigible francés creado por Charles Renard y Arthur Constantin Krebs en 1884. Fue el primer aerostato cuyo vuelo era completamente controlado. 

## Características
La nave, de 51,85 m de longitud y 1.872 m³ de volumen, tenía a bordo una batería eléctrica de 435 kg con la que alimentaba un motor eléctrico para dirigir el globo. El motor, inicialmente de 5,6 kW (7,5 CV), fue sustituido por otro de 6,3 kW (8,5 CV). El gas de elevación usado era el hidrógeno.
El dirigible completó su primer vuelo cubriendo 8 km en 23 minutos. Realizó 7 vuelos entre 1884 y 1885.
El lugar donde se realizó su construcción y vuelo, el Hangar Y (en Meudon, cerca de París), fue presentado en 2002 como candidato a patrimonio de la humanidad y sitio protegido por la World Heritage Convention de la UNESCO.